# Charles Walter De Vis
Charles Walter De Vis (9 tháng 5 năm 1829 – 30 tháng 4 năm 1915), được viết là Devis vào trước năm 1882, là một giáo sĩ kiêm nhà động vật học người Anh. Ông đặc biệt quan tâm đến các mảng ngư học, điểu học, bò sát-lưỡng cư học, thú có túi và cổ sinh vật học.

## Tiểu sử
Charles Walter De Vis sinh tại Birmingham (Anh), là con trai của James Devis và Mary (nhũ danh Chambers). Người vợ đầu tiên của De Vis mất năm 1897 tại Wellington, New Zealand, và vào năm sau, ông đã tục huyền với một góa phụ.
De Vis học tại Trường phổ thông Edward VI, tốt nghiệp Cử nhân Nghệ thuật (1851) và sau đó là Thạc sĩ Nghệ thuật (1884) tại Đại học Magdalene, Cambridge. Sau khi lấy bằng Cử nhân, ông bắt đầu công việc của một phó tế ở Somerset và được thăng mục sư ít năm sau đó. Với niềm đam mê lịch sử tự nhiên, ông đã rời bỏ các chức vụ trong nhà thờ và trở thành một người phụ trách Bảo tàng Queen's Park (tọa lạc tại Đại Manchester). Tại đây, ông đã viết các báo cáo khoa học đầu tiên của mình và tham gia Hiệp hội Nhân chủng học.
De Vis rời Anh vào tháng 6 năm 1870 để đến Queensland để nghiên cứu tự nhiên ở Úc. Khoảng năm 1880–1881, dưới bút danh "Thickthorn", ông đã viết các bài báo về địa chất học và điểu học cho Queenslander. Chất lượng của những bài báo này đã khiến ban quản trị của Bảo tàng Queensland đề cử ông làm người phụ trách bảo tàng vào năm 1882. Năm 1901, De Vis trở thành giám đốc bảo tàng, và ông giữ chức vụ cho đến khi nghỉ hưu vào năm 1905, nhưng vẫn đảm nhiệm vị trí chuyên gia tư vấn cho bảo tàng đến năm 1912.
Từ khoảng năm 1865, De Vis đã xuất bản khoảng 130 bài báo về các loài chim, cá, bò sát, lưỡng cư không đuôi và thú có túi trên nhiều tạp chí khác nhau, có thể kể đến như Zoologist, Journal of Anatomy and Physiology, Memoirs of the Anthropological Society of London, Proceedings of the Linnean Society of New South Wales, Annals of the Queensland Museum và Annual Reports of the Administrator of H.M. Government in New Guinea. Ông cũng đã cộng tác với Hiệp hội Nhà điểu học Anh và Úc, Hiệp hội Địa lý Hoàng gia Úc và Hiệp hội vì Sự tiến bộ Khoa học Úc.
De Vis xuất bản nhiều nghiên cứu nhất từ khoảng năm 1882 đến 1885. Trong khoảng năm 1884–1885, De Vis xuất bản 5 bản báo cáo có tựa chung là New Australian Fishes in the Queennsland Museum. Trong khoảng 5 năm đầu làm phụ trách Bảo tàng Queensland, ông dành nhiều sự quan tâm về mảng ngư học, với gần 200 loài được ông mô tả. Tuy nhiên, De Vis không thực sự hiểu rõ về sự phức tạp trong phân loại ngư học, cũng như không có đồng nghiệp đưa ra lời khuyên, nên chỉ có khoảng 1/5 số loài mà ông mô tả được công nhận là hợp lệ. Vì không phân biệt được hình dáng và màu sắc của cá đực và cá cái, nên De Vis đã đặt nhiều danh pháp cho cùng một loài.
De Vis mất tại Brisbane và được chôn cất tại khu nghĩa trang Toowong.